# Fussfaruhuraa
Fussfaruhuraa est une petite île inhabitée des Maldives. Il s'agit d'un banc de sable disparu récemment.

## Géographie
Fussfaruhuraa est située dans le centre des Maldives, au Nord de l'atoll Felidhu, dans la subdivision de Vaavu. 